# Aéroport de Rovaniemi
L'aéroport de Rovaniemi (code IATA : RVN • code OACI : EFRO) est le deuxième aéroport de Finlande par le trafic passagers.
Il est situé en Laponie, sur la municipalité de Rovaniemi, à cheval sur le cercle polaire arctique, à environ 8 km du centre de la ville et à moins de 3 km du parc d'attractions Santa Park et du village du père Noël.
En 2007, plus de 450 000 passagers ont transité par l'aéroport.

## Histoire
Deux pistes en herbe sont aménagées au cours de l'année 1940, permettant à d'Aero O/Y (ancêtre de la compagnie nationale Finnair) d'effectuer brièvement une liaison régulière. L'aéroport sert ensuite de base à la Luftwaffe au cours de la guerre de Continuation.

## Situation
| \| 50 km1:2 811 000 \| Enontekiö Helsinki-Malmi Helsinki-Vantaa Ivalo Joensuu Jyväskylä Kajaani Kemi-Tornio Kittilä Kokkola-Pietarsaari Kuopio Kuusamo Lappeenranta Mariehamn Oulu Pori Rovaniemi Savonlinna Tampere Turku Vaasa Varkaus |
| 50 km1:2 811 000 |

## Utilisation de l'aéroport
En attendant la fin de l'agrandissement de l'aéroport d'Oulu, l'aéroport est le seul du pays hors d'Helsinki-Vantaa à posséder des jetées d'embarquement reliées au terminal.

### Utilisation militaire
Les F/A-18 Hornet du commandement aérien de Laponie de la Force aérienne finlandaise sont basés à Rovaniemi et patrouillent dans le Nord du pays. Ils sont aussi utilisés à des fins d'entraînement comme lors des Arctic Challenge Exercise. S'y trouvent : commandement aérien Laponie, escadron n° 11 (Hävittäjälentolaivue 31, HävLLv 31) avec son QG de vol, 1e escadrille sur F-18C/D, 2e escadrille sur F-18C/D, 3e escadrille sur F-18C/D ; Centre de communication avec Pilatus PC-12 ; 5e centre des opérations ; la Base Support de l'escadrille ; le centre C4I et le centre de maintenance.

### Utilisation civile
La principale liaison passager est celle vers la capitale Helsinki et l'aéroport international d'Helsinki-Vantaa. Finnair et Blue1 se partagent le marché. Finnair relie également Oulu. La troisième compagnie régulière utilisant l'aéroport est Aeroflot, principalement pour des vols vers le Nord-Ouest de la Russie (Mourmansk et Arkhangelsk).
L'aéroport connaît aussi un afflux de charters au cours de la période de Noël, principalement venus du Royaume-Uni (La tradition du vol de Noël remonte à la première arrivée du Concorde en 1984 et n'a pas cessé de se développer depuis).

## Compagnies et destinations
| Compagnies              | Destinations |
| ----------------------- | --- |
| Aer Lingus              | En saison Charter : Dublin |
| Air France              | En saison : Paris-Charles de Gaulle |
| Austrian Airlines       | En saison: Vienne-Schwechat |
| Corendon Dutch Airlines | En saison charter: Amsterdam |
| easyJet                 | En saison : - Bordeaux-Mérignac, - Bristol, - Édimbourg, - Londres-Gatwick, - Lyon-Saint-Exupéry, - Manchester, - Milan-Malpensa, - Nice-Côte d'Azur |
| Edelweiss Air           | En saison charter: Zurich |
| Enter Air               | En saison charter: Katowice-Pyrzowice, Poznań (Posnanie)-H. Wieniawski                                                                               |
| Eurowings               | En saison: Düsseldorf |
| Finnair                 | Helsinki-Vantaa En saison: Tromsø |
| Iberia                  | En saison: Madrid-Barajas |
| Jet2.com                | En saison charter: Dublin, Manchester |
| KLM                     | En saison: Amsterdam |
| LOT Polish Airlines     | En saison charter: Varsovie-Chopin |
| Norwegian Air Shuttle   | Helsinki-Vantaa |
| Ryanair                 | Bergame-Orio al Serio En saison : Charleroi Bruxelles-Sud, Dublin, Liverpool-J.-Lennon, Londres-Stansted, Paris-Beauvais                             |
| Transavia               | En saison Charter : Amsterdam , Rotterdam-La Haye |
| TUI Airways             | En saison: Birmingham, Bristol, Londres-Gatwick, Manchester, Newcastle                                                                               |
| Turkish Airlines        | En saison : Istanbul, |
| Vueling                 | En saison: Barcelone-El Prat |

Édité le 06/08/2021  Actualisé le 15/05/2024

## Trafic de passagers
Pour des raisons techniques, il est temporairement impossible d'afficher le graphique qui aurait dû être présenté ici.

Voir la requête brute et les sources sur Wikidata.
| Année | Domestique | International | Total   | Variation |
| ----- | ---------- | ------------- | ------- | --------- |
| 2005  | 295 205    | 89 317        | 384 522 | −2,5 %    |
| 2006  | 330 910    | 101 377       | 432 287 | +12,4 %   |
| 2007  | 348 275    | 101 810       | 450 085 | +4,1 %    |
| 2008  | 308 870    | 91 607        | 400 477 | −11,0 %   |
| 2009  | 246 089    | 63 642        | 309 731 | −22,7 %   |
| 2010  | 246 464    | 63 357        | 309 821 | +0,1 %    |
| 2011  | 329 990    | 66 835        | 396 825 | +5,7 %    |
| 2012  | 345 763    | 58 129        | 403 892 | +1,8 %    |
| 2013  | 363 670    | 63 697        | 427 367 | +5,8 %    |
| 2014  | 376 183    | 68 378        | 444 561 | +4,0 %    |
| 2015  | 404 712    | 73 635        | 478 347 | +7,6 %    |
| 2016  | 397 799    | 90 058        | 487 857 | +2,0 %    |
| 2017  | 455 589    | 123 881       | 579 470 | +18,8 %   |
| 2018  | 512 033    | 132 111       | 644 144 | +11,2 %   |
| 2019  | 540 467    | 120 657       | 661 124 | +2,6 %    |
| 2020  | 219 259    | 48 863        | 268 122 | −59,4 %   |
| 2021  | 198 119    | 56 860        | 254 979 | −4,9 %    |
| 2022  | 401 694    | 159 040       | 560 734 | +120,0 %  |
| 2023  | 454 775    | 280 303       | 735 078 | +31,1 %   |